# Загашев, Виктор Иванович
Виктор Иванович Загашев (6 марта 1915 года, Петроград — 25 декабря 1996 года, Санкт-Петербург) — наладчик машин 1-й Ленинградской имени Урицкого табачной фабрики Министерства пищевой промышленности РСФСР. Герой Социалистического Труда (1971).

## Биография
Родился в 1915 году (по другим сведениям — в 1917 году) в рабочей семье в Петрограде. Окончил семилетку. С 1931 года начал свою трудовую деятельность на Ленинградской табачной фабрике имени Урицкого (до 1917 года — табачная фабрика Лаферм), при которой окончил школу фабрично-заводского обучения. Трудился учеником пачечно-укладочных машин, затем стал работать самостоятельно на этих же машинах. С июня 1941 года участвовал в Великой Отечественной войне. Воевал стрелком в 109-м полку НКВД СССР. После получения тяжёлого ранения находился на излечении до марта 1943 года. С января 1944 года — оружейный мастер моторизованного батальона автоматчиков 3-й танковой бригады 1-го Украинского фронта.
После демобилизации возвратился в Ленинград, где продолжил трудиться наладчиком пачечно-укладочных машин на Ленинградской табачной фабрике. В 1948 году вступил в ВКП(б). Использовал в своей работе рационализаторские предложения, в результате чего обеспечивал бесперебойную работу десяти машин вместо пяти нормативных. Внёс около ста рационализаторских предложений.
В 1970 году досрочно выполнил личные социалистические обязательства и плановые производственные задания Восьмой пятилетки (1965—1970). Указом Президиума Верховного Совета СССР от 26 апреля 1971 года «за выдающиеся успехи, достигнутые в выполнении заданий пятилетнего плана по развитию пищевой промышленности» удостоен звания Героя Социалистического Труда с вручением ордена Ленина и золотой медали Серп и Молот.
Производственные задания Девятой пятилетки (1971—1975) выполнил на три года раньше запланированного срока.
После выхода на пенсию проживала в Санкт-Петербурге.
Скончался в 1996 году. Похоронен на Южном кладбище.
Награды
- Герой Социалистического Труда
- Орден Ленина
- Орден Отечественной войны 2 степени (11.03.1985)
- Орден Трудового Красного Знамени (21.06.1967)
- Медаль «За боевые заслуги» (02.01.1944)
- Заслуженный рационализатор РСФСР.